# Voznesenka, Burîn
Voznesenka (în ucraineană Вознесенка) este localitatea de reședință a comunei Voznesenka din raionul Burîn, regiunea Sumî, Ucraina.

## Demografie
Componența lingvistică a localității Voznesenka
     Ucraineană (98,69%)
     Rusă (1,12%)
     Alte limbi (0,19%)
Conform recensământului din 2001, majoritatea populației localității Voznesenka era vorbitoare de ucraineană (98,69%), existând în minoritate și vorbitori de rusă (1,12%).